# Chilotomus
Chilotomus es un  género de coleópteros adéfagos de la familia Carabidae.

## Especies
Comprende las siguientes especies:
- Chilotomus alexandri Kalashyan, 1999
- Chilotomus arnoldii Kryzhanovskij, 1962
- Chilotomus chalybaeus Faldermann, 1836
- Chilotomus kuhitangi Kryzhanovskij, 1962
- Chilotomus margianus Kryzhanovskij, 1962
- Chilotomus tschitscherini Sememov, 1903
- Chilotomus usgentensis Schauberger, 1932
- Chilotomus violaceus Kryzhanovskij & Mikhailov, 1971